# Пол Саймън
Пол Саймън (на английски: Paul Frederic Simon) е американски певец, музикант и композитор, известен в музикалния свят отначало като част от дуета Саймън и Гарфънкъл, а след това и самостоятелно. По време на сътрудничеството с Арт Гарфънкъл Пол Саймън пише повечето от песните, включително три, изкачили се до първа позиция на американските класации на сингли: „The Sound of Silence“, „Mrs. Robinson“ и „Bridge Over Troubled Water“. Дуетът се разделя през 1970 г. и Саймън започва успешна соло кариера, като през следващите пет години записва три албума, високо оценени от критиката.
Той е носител на много награди като част от дуета Саймън и Гарфънкъл, включително 12 награди Грами, три от които са за албум на годината („Bridge Over Troubled Water“, „Still Crazy After All These Years“ и „Graceland“). През 2003 г. получава и Грами за цялостно творчество. Песента му „Mrs. Robinson“ от филма „Абсолвентът“ е в първата десетка в класацията „100 песни за 100 години“ (на английски: 100 Years 100 Songs) на Американския филмов институт.
Самостоятелни  студийни албуми
- The Paul Simon Songbook (1965)
- Paul Simon (1972)
- There Goes Rhymin' Simon (1973)
- Still Crazy After All These Years (1975)
- One-Trick Pony (1980)
- Hearts and Bones (1983)
- Graceland (1986)
- The Rhythm of the Saints (1990)
- Songs from The Capeman (1997)
- You're the One (2000)
- Surprise (2006)
- So Beautiful or So What (2011)
- Stranger to Stranger (2016)
- In the Blue Light (2018)
- Seven Psalms (2023)